# Petites Jorasses
Les Petites Jorasses sont un sommet du massif du Mont-Blanc qui culmine à 3 646 ou 3 649 m, à la frontière entre la France et l'Italie. Il se situe entre les glaciers de Leschaux et de Frébouze.

## Toponymie
L'appellation Petites Jorasses a deux origines possibles :
- Joux/Jorette en francoprovençal : dans l’est de la Haute-Savoie, le Jura, la Suisse romande et la Vallée d’Aoste, le sens habituel est « bois de conifères » que l'on retrouve dans d'autres toponymes (Joux, Jeur, Montjout, Jorette ou Jorasse) ;
- Joux, du latin Jugum, sommet de montagne[4].

## Géographie

### Situation

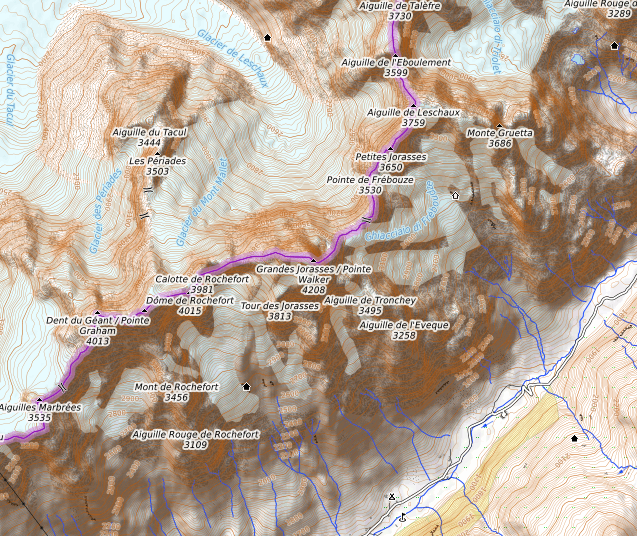
Carte topographique de l'arête des Petites Jorasses.

Les Petites Jorasses se situent sur l'arête frontière entre la France et l'Italie. Cette arête d'orientation sud-ouest/nord-est comporte de nombreux sommets majeurs tels que la dent du Géant, les Grandes Jorasses, sommets de plus de 4 000 m, et l'aiguille de Leschaux. Le col des Petites Jorasses (à 3 527 m) sépare l'aiguille de Leschaux des Petites Jorasses.

### Topographie
Les Petites Jorasses présentent deux larges faces à dominante rocheuse et une longue arête faîtière d'orientation nord-ouest - sud-est.
Les Petites Jorasses surplombent le glacier de Leschaux, côté français, et le glacier de Frébouze, côté italien.

### Géologie
Comme la plupart des sommets du bassin glaciaire de Leschaux, les roches constituant les Petites Jorasses sont formées de protogine qui, aux Petites Jorasses, est d'une excellente qualité. Cette qualité a attiré de nombreux alpinistes de renom, amateurs de premières ascensions : Walter Bonatti, Armand Charlet, André Contamine, André Migot, etc.

## Premières ascensions
- 23 septembre 1876 - première ascension empruntant le versant est-nord-est à partir du col des Petites Jorasses par Auguste Cupelin, Henri Devouassoud, Albert Guyard[5].
- 16 juillet 1929-17 juillet 1929 - face nord-ouest par Armand Charlet, Octave Crouan-Schaub et André Migot.
- 20 et 21 août 1955 - face nord-ouest par Marcel Bron, André Contamine et Pierre Labrunie.
- juillet 1962 - versant est par Walter Bonatti et Pierre Mazeaud.
- 1969 - ascension solitaire de la face ouest par Joël Coqueugnot[6].
- 24, 25 et 31 juillet 1990 - voie Anouk sur la face nord-ouest par Michel Piola et Vincent Sprungli.

## Alpinisme

### Voies d'accès
Les plus classiques sont :
- la voie normale par le versant italien ;
- arête sud : versant italien D ;
- voie Contamine : versant nord-ouest TD+ ;
- voie Anouk - face nord-ouest ED- ;
- voie Bonatti-Mazeaud versant est ED-.

### Points de départ
- Refuge de Leschaux (2 431 m), propriété du Club alpin français que l'on atteint depuis le Montenvers.
- Bivouac Gervasutti (2 835 m), propriété du Club alpin italien, section Torino depuis Lavachey/Frébouze.